# Neoseiulus swartii
Neoseiulus swartii är en spindeldjursart som beskrevs av Zack 1969. Neoseiulus swartii ingår i släktet Neoseiulus och familjen Phytoseiidae. Inga underarter finns listade i Catalogue of Life.